# Cmentarz żydowski w Ośnie Lubuskim
Cmentarz żydowski w Ośnie Lubuskim – znajduje się po północno-wschodniej części jeziora Reczynek. Data jego powstania pozostaje niepewna - według jednych źródeł powstał w roku 1850, wedle innych na początku XVIII wieku. Do naszych czasów zachowały się pojedyncze nagrobki oraz zniszczony mur nekropolii.